# Fanuc

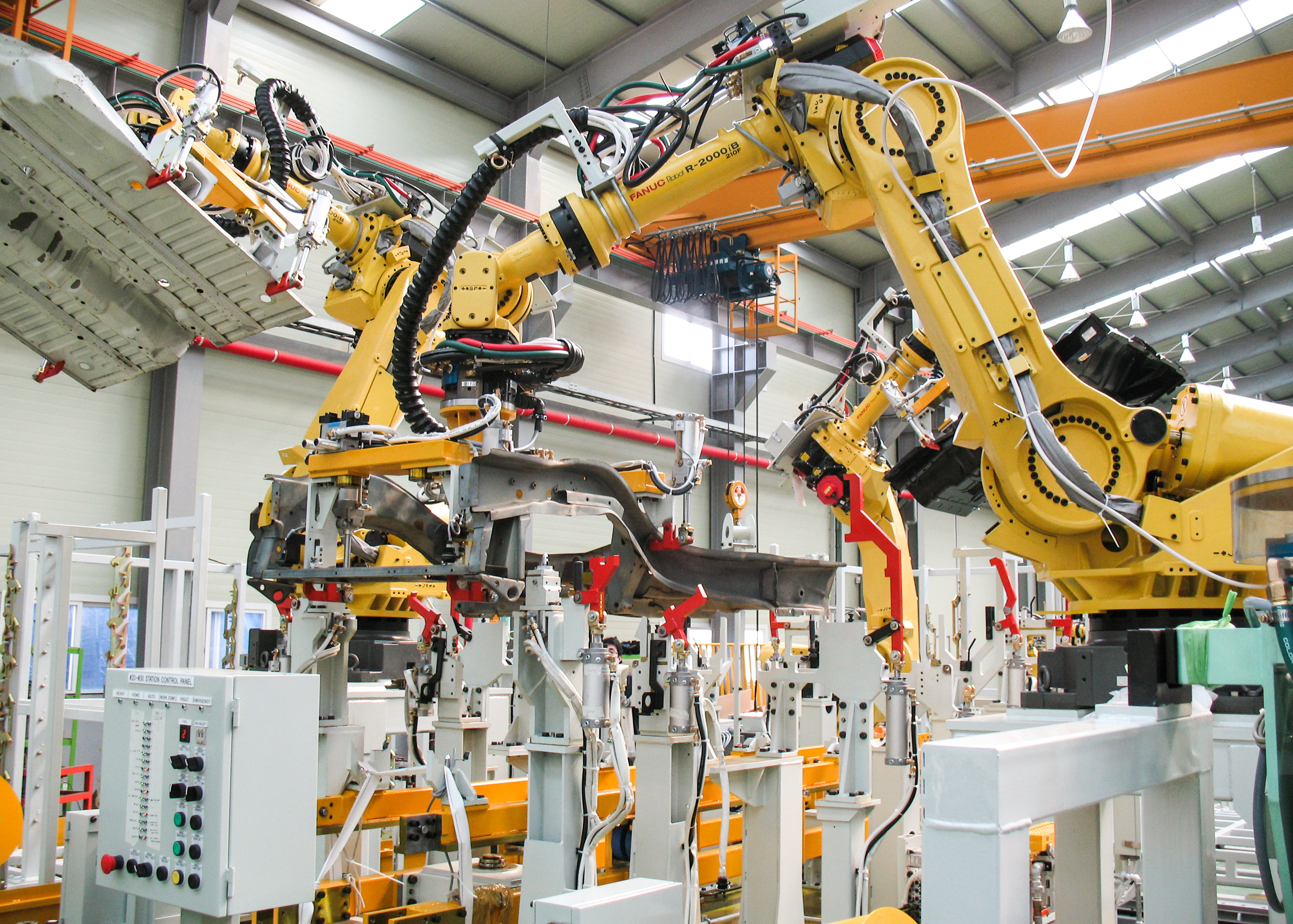
Fanuc-Roboter in typischem gelb

Fanuc K.K. (jap. ファナック株式会社, Fanakku Kabushiki kaisha, engl. Fanuc, Ltd.) ist ein japanisches Elektronik- und Maschinenbauunternehmen. Der Hauptsitz des Unternehmens befindet sich in Oshino in der Präfektur Yamanashi auf einer Hochebene am Fuß des Berges Fuji. Der Name ist eine Abkürzung von Fuji Automatic NUmerical Control.
Das Unternehmen stellt Industrieroboter, Spritzgießmaschinen, Drahterodiermaschinen, Fräsmaschinen, Werkzeugmaschinen zur Nano-Bearbeitung, Kohlendioxidlaser und Faserlaser her. Es ist vor allem auf dem Gebiet der Robotik, CNC-Steuerungen sowie Servomotoren und dazugehörigen Frequenzumrichtern tätig.

## Geschichte
Das Unternehmen begann 1956 unter der Leitung von Seiuemon Inaba als Unterabteilung von Fujitsu mit der Entwicklung von NC-Steuerungen, 1972 wurde es unter dem Namen Fujitsu Fanuc Ltd. aus dem Fujitsu-Konzern ausgegliedert und 1982 in Fanuc Ltd. umbenannt.
1974 entwickelte und installierte Fanuc den ersten Industrieroboter in Japan. 1977 wurde die Fanuc USA Corporation gegründet und 2013 in Fanuc America Corporation umbenannt. 1978 erfolgte die Gründung der Fanuc Europe S.A. und 2012 Umbenennung in Fanuc Europe Corporation.
1984 entwickelte und produzierte Fanuc die erste vollelektrische Kunststoffspritzgießmaschine in Japan unter der Bezeichnung Fanuc Roboshot. 1986 erfolgte die Erstinbetriebnahme einer Maschine dieses Typs in Europa. Zwischen 2003 und 2007 gründete das Unternehmen weltweit zehn weitere Tochtergesellschaften, beispielsweise in Vietnam und Russland.
2010 produzierte das Unternehmen den zehnmillionsten Servomotor. Fanuc, an der Tokioter Börse im Nikkei 225 gelistet, ISIN JP3802400006, wird (Stand: Februar 2014) von Yoshiharu Inaba geleitet.
Das Unternehmen beschäftigt 4560 Mitarbeiter im Stammhaus sowie 1900 in Tochter- und Beteiligungsfirmen. Das englischsprachige Forbes Magazine nahm das Unternehmen 2011 in seine Liste der 100 weltweit innovativsten Unternehmen auf; mit Stand vom Juli 2017 wurde Fanuc auf Rang 76 geführt.
2018 hatte es über eine halbe Million Roboter und 4 Millionen CNC-Steuerungen installiert.

## Verbundene Unternehmen
Tochterunternehmen sind in Nordamerika die Fanuc America Corporation mit Sitz in Rochester Hills, Michigan und in Europa die Fanuc Europe Corporation mit Sitz in Echternach, Luxemburg. Weitere Fanuc-Unternehmen in Ost- und Südasien werden teilweise als Joint Ventures mit einheimischen Unternehmen betrieben. Weltweit gibt es 210 Niederlassungen in 41 Ländern. Die Deutschland-Zentrale von Fanuc liegt in Neuhausen auf den Fildern, südlich von Stuttgart. Dort arbeiten (Stand: September 2020) insgesamt rund 400 Mitarbeiter.

## Engagement
1989 gründete das Unternehmen die Stiftung Fanuc FA & Robot Foundation, deren Fokus auf der Entwicklung von Automatisierungstechnologien für Werkzeugmaschinen, Bearbeitungsmaschinen und Roboter liegt. Finanziert durch einen Fonds und jährliche Spenden von Fanuc vergibt die Stiftung Stipendien und unterstützt Forschungsprojekte, die den Fortschritt in der Automatisierungstechnologie vorantreiben.